# 新格拉納達 (馬格達萊納省)
新格拉納達是哥倫比亞的城鎮，位於該國北部，由馬格達萊納省負責管轄，距離首府聖瑪爾塔220公里，始建於1996年6月4日，面積1,119平方公里，海拔高度104米，2005年人口16,006。

## 外部連結
- （西班牙文） Gobernacion del Magdalena - Nueva Granada

9°48′11″N 74°23′25″W / 9.80306°N 74.3903°W